# E. L. Doctorow
E. L. Doctorow, all'anagrafe Edgar Lawrence Doctorow (New York, 6 gennaio 1931 – New York, 22 luglio 2015), è stato uno scrittore statunitense.

## Biografia
Di origini ebraico-russe, Doctorow raggiunse il successo presso il grande pubblico nel 1971, con Il libro di Daniele, ispirato al celebre caso Rosenberg, che fu adattato nel film Daniel di Sidney Lumet. Nel 1975 pubblicò Ragtime, adattato poi nel 1981 in un film omonimo da Miloš Forman. Nel 1989 scrive Billy Bathgate, che sarà trasposto in Billy Bathgate - A scuola di gangster (1991).
Doctorow ha pubblicato Storie di una dolce terra, che raccoglie cinque racconti dedicati agli Stati Uniti e La marcia, narrazione della celebre campagna di Sherman attraverso il sud durante la Guerra di secessione americana. Ancora agli USA è dedicato Lamentation, con testi ed immagini sugli attentati dell'11 settembre. Doctorow ha inoltre scritto il saggio Reporting the universe nel 2003, e la storia romanzata dei Fratelli Collyer, Homer and Langley, nel 2009.
Il 22 luglio 2015 muore all'età di 84 anni a causa di un tumore.

## Riconoscimenti
Doctorow ha ricevuto numerosi premi letterari, tra cui il National Book Award per la narrativa (vincitore nel 1986 e finalista negli anni 1972, 1982, 1989, 2005), il PEN/Faulkner (vincitore nel 1990 e nel 2006) e il National Book Critics Circle Award (vincitore nel 1975, 1989 e 2005; finalista nel 1980).

## Opere

### Romanzi
- Welcome to Hard Times (1960)
  - Destino di fuoco, trad. Silvia Carenzio Bonsignore, Collana I romanzi del Corriere n.80, Corriere della Sera, Milano, 1961.
  - Tempo di uccidere, trad. di Monica Masini, La frontiera, Bologna, 1991.
- Big as Life (1966)
- Il libro di Daniel (The Book of Daniel, 1971), trad. di Ettore Capriolo, Mondadori, Milano, 1980.
- Ragtime (1975), trad. di Bruno Fonzi, Mondadori, Milano, 1976; Leonardo, Milano, 1994.
- Il lago delle strolaghe (Loon Lake, 1979), trad. di Francesco Franconeri, Collana Omnibus, Mondadori, Milano, 1982.
- La fiera mondiale (World's Fair, 1985), trad. di Roberta Rambelli, Collana Omnibus, Mondadori, Milano, 1986
- Billy Bathgate (1989), trad. di Ettore Capriolo, Leonardo, Milano, 1990.
- L'acquedotto di New York (The Waterworks, 1995), trad. di Laura Grimaldi, Collana Omnibus, Mondadori, Milano, 1996, isbn 978-88-044-0857-4.
- La città di Dio (City of God, 2000), trad. di Vincenzo Mantovani, Collana Scrittori italiani e stranieri, Mondadori, Milano, 2000, ISBN 978-88-044-8343-4.
- La marcia (The March, 2005), trad. di Vincenzo Mantovani, Collana Scrittori italiani e stranieri, Mondadori, Milano, 2007, ISBN 978-88-045-6427-0.
- Homer & Langley (2009), trad. di Silvia Pareschi, Collana Scrittori italiani e stranieri, Mondadori, Milano, 2010, ISBN 978-88-046-0133-3.
- La coscienza di Andrew (Andrew's Brain, 2014), trad. C. Prosperi, Collana Scrittori italiani e stranieri, Mondadori, Milano, 2015, ISBN 978-88-046-5038-6.

### Raccolte di racconti
- Vite dei poeti e altri racconti (Lives of the Poets: Six Stories and a Novella, 1982), trad. di Francesco Franconeri, Collana Omnibus, Mondadori, Milano, 1985.
- Storie di una dolce terra (Sweet land stories, 2004), trad. di Paola Frezza Pavese, Collana Oscar Narrativa n.1926, Mondadori, Milano, 2006, ISBN 978-88-045-5877-4.
- Tutto il tempo del mondo (All the Time in the World, 2011), trad. C. Prosperi, Collana Scrittori italiani e stranieri, Mondadori, Milano, 2014, ISBN 978-88-046-3601-4.

#### Racconti non antologizzati
- Wakefield, pubblicato sul New Yorker (2008)

### Saggistica
- American Anthem: a Photographic Essay (1982)
- Jack London, Hemingway and the Constitution: Selected Essays, 1977–1992 (1993)
- Reporting the Universe, Harvard University Press (2003)
- How Then Can He Mourn? (2004)
- Creationists: Selected Essays 1993-2006, Random House, New York (2006)
- Unexceptionalism: A Primer, pubblicato sul New Yorker (2012)
- Citizen Doctorow: Notes on Art & Politics (The Nation Essays 1978–2015) (2015), postumo

### Drammaturgie
- Drinks before Dinner: a Play (1979)

## Trasposizioni cinematografiche
- Tempo di terrore, regìa di Burt Kennedy (Welcome to Hard Times, 1967)
- Ragtime, regìa di Miloš Forman (1981)
- Daniel, regìa di Sidney Lumet (1983)
- Billy Bathgate - A scuola di gangster, regìa di Robert Benton (Billy Bathgate, 1991)
- Wakefield - Nascosto nell'ombra, regìa di Robin Swicord (Wakefield, 2016)